# Ljaskovo (Boergas)
Ljaskovo (Bulgaars: Лясково) is een dorp in het oosten van Bulgarije. Het dorp is gelegen in de gemeente Ajtos, oblast Boergas. De afstand naar Boergas is hemelsbreed 29 km, terwijl de hoofdstad Sofia op 323 km afstand ligt.

## Bevolking
Op 31 december 2019 werden er 133 inwoners geregistreerd door het Nationaal Statistisch Instituut van Bulgarije, een daling vergeleken met het maximum van 833 personen in 1946.
|  |

Alle 131 inwoners reageerden op de optionele volkstelling van 2011. Van deze 131 respondenten identificeerden 127 personen zichzelf als etnische Bulgaren (96,9%). Verder werden er 4 respondenten (3,1%) geregistreerd die geen definieerbare etniciteit opgaven of tot een andere etnische groep behoorden.
| Etniciteit   | Aantal | %     |
| ------------ | ------ | ----- |
| Bulgaren     | 127    | 96,9% |
| Overig       | 4      | 3,1%  |
| Respondenten | 131    |       |